# Bazinghen
Bazinghen (flämisch: Bazingem) ist eine französische Gemeinde mit 408 Einwohnern (Stand: 1. Januar 2022) im Département Pas-de-Calais in der Region Hauts-de-France. Sie gehört zum Arrondissement Boulogne-sur-Mer und zum Kanton Desvres.  

## Geographie
Die Gemeinde Bazinghen liegt im Regionalen Naturpark Caps et Marais d’Opale, sieben Kilometer südöstlich des Cap Gris Nez, etwa 19 Kilometer südwestlich von Calais und etwa elf Kilometer nordnordöstlich von Boulogne-sur-Mer. Nachbargemeinden von Bazinghen sind Tardinghen im Norden, Audembert im Nordosten, Leulinghen-Bernes im Osten, Marquise im Süden und Südosten, Wimille im Süden, Ambleteuse im Südwesten, Audresselles im Westen sowie Audinghen im Nordwesten.

## Bevölkerungsentwicklung
| Jahr                       | 1962 | 1968 | 1975 | 1982 | 1990 | 1999 | 2006 | 2013 | 2022 |
| -------------------------- | ---- | ---- | ---- | ---- | ---- | ---- | ---- | ---- | ---- |
| Einwohner                  | 240  | 207  | 210  | 254  | 298  | 344  | 404  | 419  | 408  |
| Quellen: Cassini und INSEE |      |      |      |      |      |      |      |      |      |

## Sehenswürdigkeiten

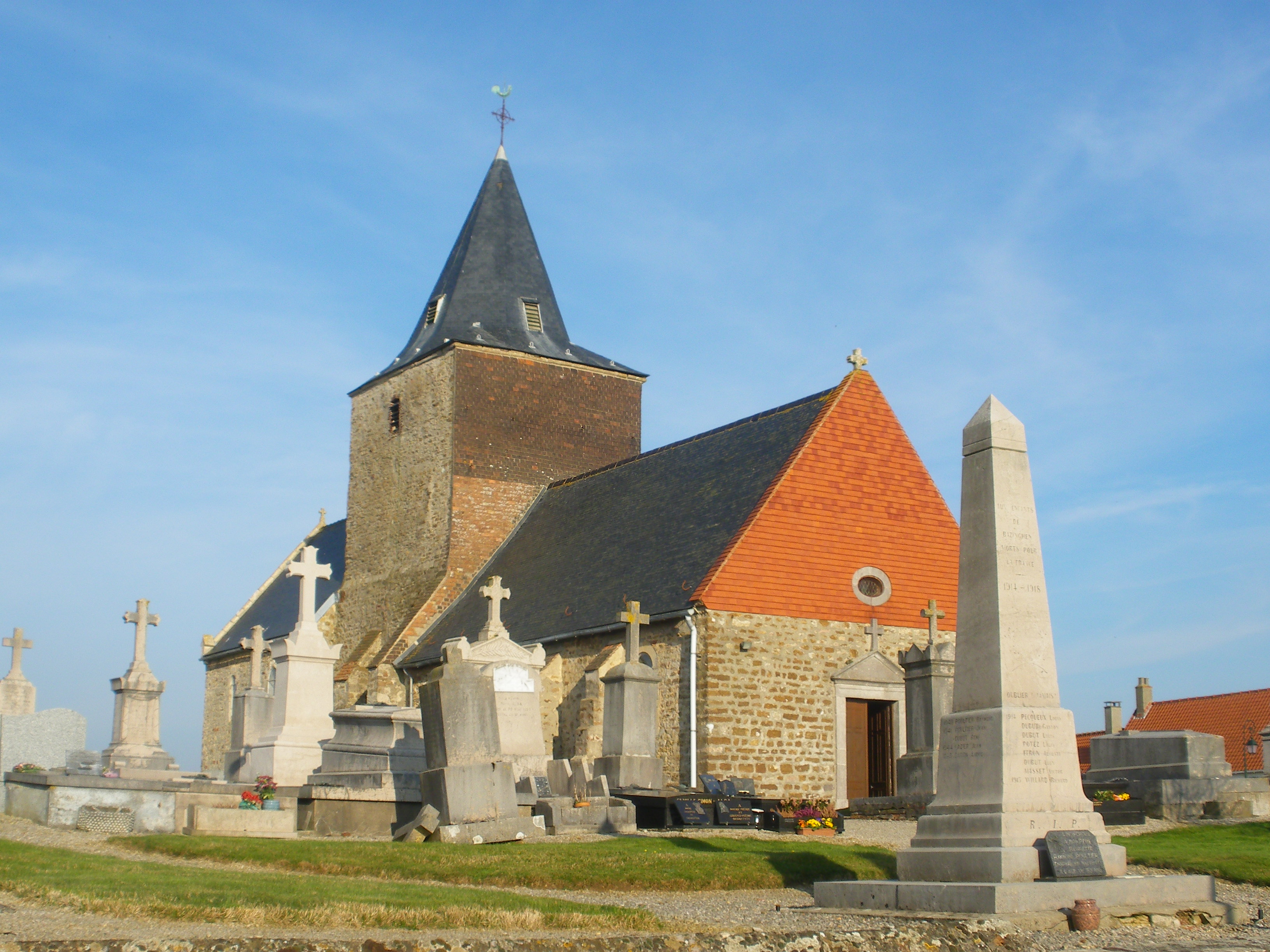
Kirche Saint-Éloi

- Kirche Saint-Éloi